# 羅特格希爾山
47°42′3″N 13°59′47″E / 47.70083°N 13.99639°E

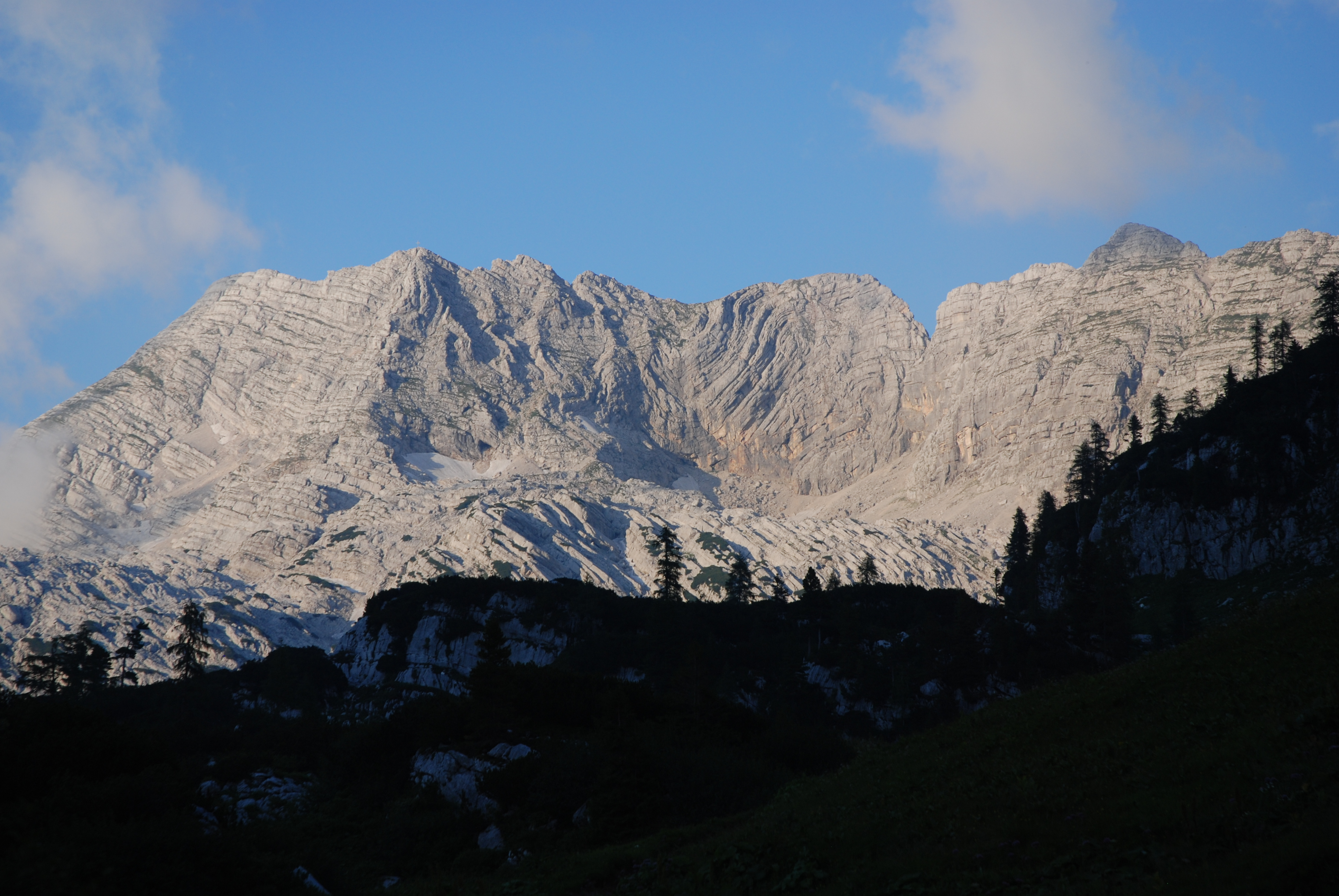

羅特格希爾山（德語：Rotgschirr），是奧地利的山峰，位於該國中部，處於施泰爾馬克州和上奧地利州接壤的邊界，屬於托特斯山脈的一部分，海拔高度2,270米。